# Strongylophthalmyia fascipennis
Strongylophthalmyia fascipennis är en tvåvingeart som beskrevs av Frey 1928. Strongylophthalmyia fascipennis ingår i släktet Strongylophthalmyia och familjen långbensflugor. Inga underarter finns listade i Catalogue of Life.